# Josse Jean Walckiers
Josse Jean Joseph Walckiers (Bergen, 25 maart 1738 - Sint-Jans-Molenbeek, 24 april 1824) was een zakenman uit de familie De Walckiers in de Oostenrijkse Nederlanden.

## Leven
Josse Jean was de oudste zoon van Paul Antoine Walckiers en Agnes de Wolff. Zijn vader, een belastingpachter en militair leverancier, was een rijk man. Hij regelde voor Josse Jean een huwelijk binnen een familie van legerfoerageurs en gaf een bruidsschat van 100.000 fl. mee. De trouw vond plaats in 1767 in de Brusselse Sint-Katelijnekerk. Met zijn echtgenote Marie-Hélène Carton zou Josse Jean twaalf kinderen hebben. Bij de dood van zijn vader in 1774 erfde hij de heerlijkheid Vlieringen, terwijl zijn broer Jean Joseph Galmaarden kreeg. Ze waren neven van de machtige bankier Adrien Ange de Walckiers de Tronchiennes. De broers deden veel zaken met Frederik Romberg en begaven zich op de Franse markt. Ze investeerden in 1783 als stille vennoten in de Bordelese rederij-slavenfirma Romberg, Bapst & Cie. Na tien jaar voorspoedige zaken volgde in 1793 een eclatant faillissement. Bij het sluiten van de vereffening in 1807 werd het verlies van de broers vastgesteld op 3,87 miljoen livres.